# Chebrac
Ne pas confondre avec Chabrac, la commune de la Charente limousine.
Chebrac est une ancienne commune du département de la Charente, dans le sud-ouest de la France et la région Nouvelle-Aquitaine. 
Elle a été regroupée à Montignac-Charente en 1931.

## Géographie
La commune de Chebrac occupait la rive droite de la Charente, rive convexe du méandre, face au bourg de Montignac qui occupe la rive gauche et concave. Le village de Chebrac domine la Charente sur une petite hauteur, extrémité de la rive concave plus en amont.

## Toponymie
Les formes anciennes sont Cabraco en 1110, Chabracum en 1293, Chevraco au XIVe siècle. 
L'origine du nom de Chebrac, comme Chabrac dans le même département, remonterait à un nom de personne latin Caprius auquel est apposé le suffixe -acum, ce qui correspondrait au « domaine de Caprius »,.

## Histoire
Le 14 mai 1887, 21 haches en bronze, tranchants tournés du même côté, ont été trouvés par des ouvriers en creusant à 60 cm de profondeur, à 100 m de la mairie.
Dans la paroisse de Chebrac se trouver l'hôtel noble de Salvert, qui dépendait de Montignac et qui appartenait, au XVIIIe siècle, à la famille du Mas de Chebrac et de Salvert encore existante au début du XXe siècle. Un membre de cette famille du Mas, sieur de Chebrac, secrétaire du roi, fut maire d'Angoulême en 1766.
Chebrac était un ancien prieuré dépendant de Vars et de l'archiprêtré d'Ambérac. Le dernier prieur fut M. de Villemandy. Sa petite église était encore servie au XIXe siècle par le curé de Vars.
Chebarc était la plus petite commune de la Charente, et il a longtemps été question de la réunir à une commune alentour, Marsac, Vars ou Montignac. Marsac était alors privilégié, car sur la même rive du fleuve.

## Démographie
L'évolution du nombre d'habitants est connue à travers les recensements de la population effectués dans la commune depuis 1793. À partir du 1er janvier 2009, les populations légales des communes sont publiées annuellement dans le cadre d'un recensement qui repose désormais sur une collecte d'information annuelle, concernant successivement tous les territoires communaux au cours d'une période de cinq ans. 
Pour les communes de moins de 10 000 habitants, une enquête de recensement portant sur toute la population est réalisée tous les cinq ans, les populations légales des années intermédiaires étant quant à elles estimées par interpolation ou extrapolation. Pour la commune, le premier recensement exhaustif entrant dans le cadre du nouveau dispositif a été réalisé en ,.
En 1931, la commune comptait 75 habitants.
| 1793 | 1800 | 1806 | 1821 | 1831 | 1841 | 1846 | 1851 | 1856 |
| ---- | ---- | ---- | ---- | ---- | ---- | ---- | ---- | ---- |
| 78   | 83   | 88   | 140  | 150  | 132  | 138  | 131  | 141  |

| 1861 | 1866 | 1872 | 1876 | 1881 | 1886 | 1891 | 1896 | 1901 |
| ---- | ---- | ---- | ---- | ---- | ---- | ---- | ---- | ---- |
| 129  | 133  | 124  | 112  | 113  | 106  | 96   | 76   | 64   |

| 1906 | 1911 | 1921 | 1926 | 1931 | - | - | - | - |
| ---- | ---- | ---- | ---- | ---- | - | - | - | - |
| 77   | 67   | 69   | 56   | 75   | - | - | - | - |

## Lieux et monuments
- La chapelle Saint-Mathurin, ancienne église paroissiale.
- La grotte des Fées, lieu de légendes locales, à l'ouest du bourg[8].